# Latarnia umarłych

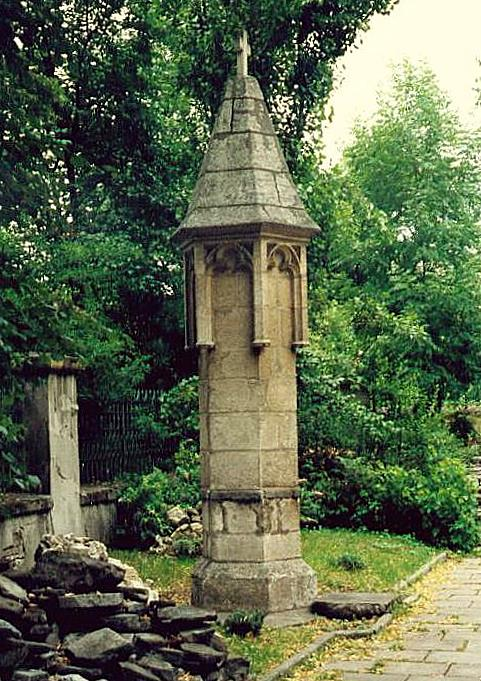
Latarnia umarłych przy kościele św. Mikołaja w Krakowie

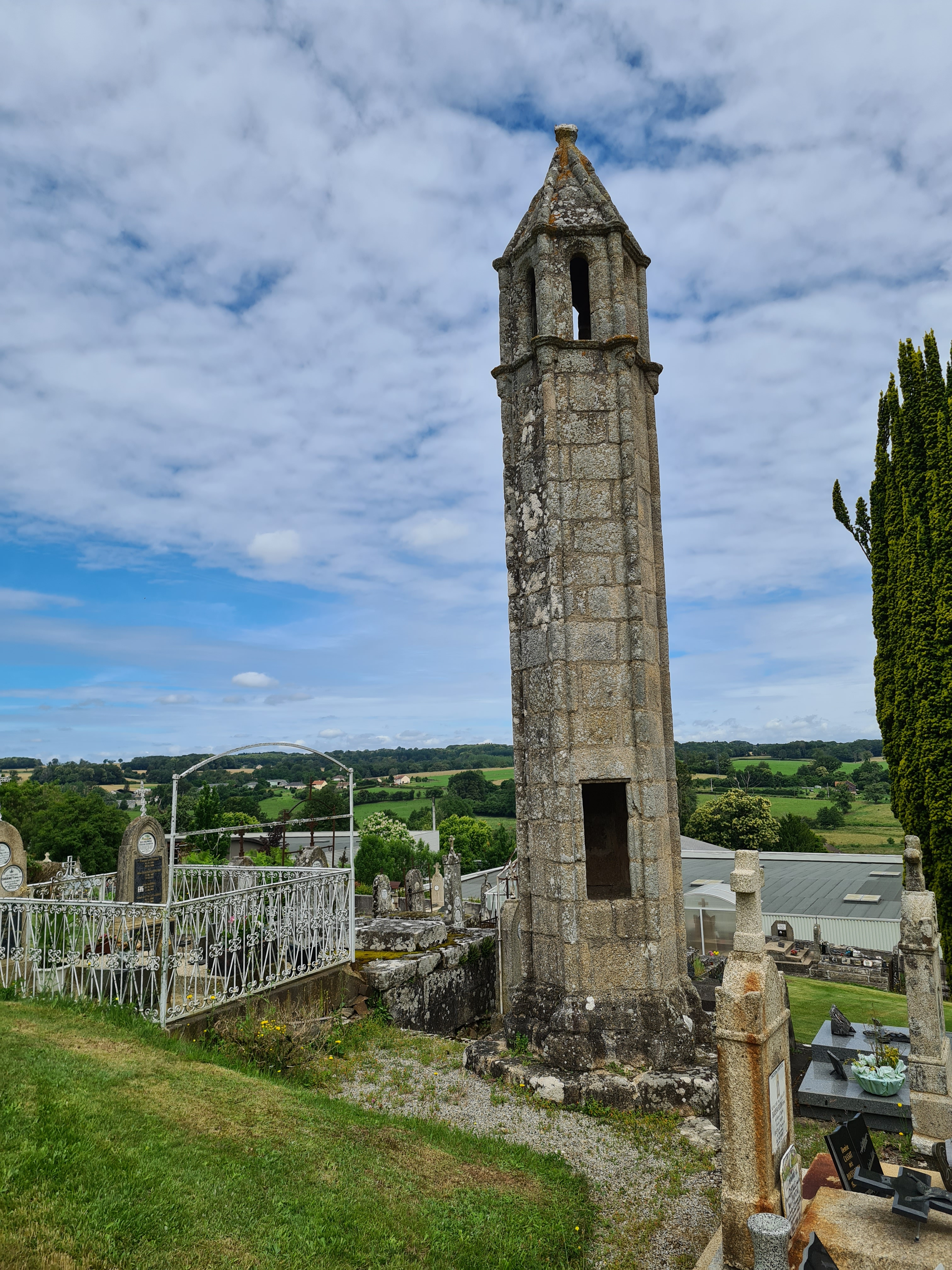
Latarnia umarłych w Saint-Agnant-de-Versillat (Francja)

Latarnia umarłych – murowana budowla z kamienia lub cegły, wznoszona w XII, XIII i XIV wieku na terenach Francji, północnych Włoch, Austrii, w Niemczech, Polsce i Czechach. Powstawały jako samodzielne budowle najczęściej na cmentarzach lub w okolicy szpitala. W zamyśle budowniczych miała wędrowców informować swym światłem o zbliżaniu się do miejsca świętego: między ziemią a niebem, czyli do miejsc związanych ze śmiercią. Konstrukcja latarni była rozwiązana w taki sposób by światło mogło być widoczne ze wszystkich stron.
W dawnych wiekach tylko bogaci mieszczanie mogli sobie pozwolić na służbę, która z pochodniami i latarniami towarzyszyła im w czasie spacerów. Latarnie umarłych stawiano na cmentarzach, przy szpitalach, przytułkach i leprozoriach, wszędzie tam, gdzie obecna była śmierć. Ostrzegały przechodniów przed niebezpieczeństwem zakażenia, a na cmentarzach rozświetlały mrok, w którym mogły kryć się pokutujące dusze i upiory, a także przestępcy. Nieco później stawiano je także na skrzyżowaniach ważnych traktów drogowych.